# Ungvári Zsófia
Ungvári Zsófia (Budapest, 1995. szeptember 7. –) magyar szinkronszínész.

## Szinkronszerepei

### Filmek
| Cím                                                                  | Szereplő                    | Színész        |
| -------------------------------------------------------------------- | --------------------------- | -------------- |
| Narnia Krónikái: Az oroszlán, a boszorkány és a ruhásszekrény (film) | Lucy Pevensie               | Georgie Henley |
| Egy gésa emlékiratai                                                 | Úritök (kicsi)              | Zoe Weizenbaum |
| Gondos Bocsok – Utazás Mókavárosba                                   | ?                           |                |
| Nora Roberts: Holdfogyatkozás                                        | Hope Lavelle, Faith Lavelle | Shae Keebler   |
| Penge – Szentháromság                                                | Zoe                         | Haili Page     |
| Szentjánosbogarak sírja                                              | Szecukó                     |                |

### Sorozatok
| Cím                                   | Szereplő             | Színész                          |
| ------------------------------------- | -------------------- | -------------------------------- |
| Ausztrália csak egy lépés Írországtól | Meredith Payne       | Chelsea Jones                    |
| Bébi bolondos dallamok                | Petunia              | Janyse Jaud                      |
| Caillou                               | Rosie                | Jesse Vinet                      |
| Csudalények – Minimentők              | Ming-Ming            | Danica Lee / Kaya Alexander      |
| A Degrassi gimi                       | Kendra Mason         | Katie Lai                        |
| Drága doktor úr                       | Annuccia Martini     | Eleonora Cadeddu                 |
| Eperke és barátai                     | Almababa, Mentaszörp | Sarah Heinke                     |
| Hajrá skacok                          | Citlali / Brisa      | Valentina Cuenca / Nicole Durazo |
| InuYasha (59. epizód)                 | Suzuna               |                                  |
| A közvetítő                           | Sophie               | Éléonore de Villeneuve           |
| Született feleségek                   | Kayla Huntington     | Rachel G. Fox                    |
| Te vagy az életem                     | Coki Fernández       | Ornella Fazio                    |